# Roca de la Pedrissa
La Roca de la Pedrissa és una muntanya de 398 metres que es troba al municipi d'Òdena, a la comarca catalana de l'Anoia.
A uns 500 metres de la muntanya hi trobem la casa homònima de Can Roca de la Pedrissa.